# Revolution 9
"Revolution 9" là ca khúc của The Beatles xuất hiện trong album cùng tên của họ vào năm 1968 (thường được gọi là Album Trắng). Được ghi chung cho Lennon-McCartney, ca khúc được sáng tác chủ yếu bởi John Lennon với sự giúp đỡ của George Harrison và Yoko Ono, ảnh hưởng bởi phong cách avant-garde của Ono cũng như musique concrète của Edgard Varèse và Karlheinz Stockhausen.
Ban đầu, ca khúc được thu âm để làm một đoạn kết mở rộng cho ca khúc "Revolution". Lennon, Harrison và Ono bắt đầu bằng cách thu âm coda với nhiều đoạn nói, hiệu ứng âm thanh, các đoạn băng thâu ngắn tiếng nói và nhạc, vài đoạn bị đảo ngược, có cả tiếng vang, bóp méo, giảm âm,.... Dài hơn 8 phút, "Revolution 9" là ca khúc dài nhất từng được phát hành trong một sản phẩm chính thức của The Beatles.

## Thành phần tham gia sản xuất
- John Lennon – giọng nói, băng thâu, hiệu ứng âm thanh, piano, mellotron, guitar điện.
- George Harrison – giọng nói, băng thâu, hiệu ứng âm thanh, guitar điện.
- Yoko Ono – giọng nói, băng thâu, hiệu ứng âm thanh.
- George Martin, Alistair Taylor – giọng nói.
- Không xác định – giọng nói.

Ngoài ra, Paul McCartney và Ringo Starr còn tham gia vào đoạn kết của ca khúc "Revolution", vốn được dùng làm đoạn mở đầu cho "Revolution 9".